# 穆耶龙-圣日耳曼
穆耶龙-圣日耳曼（法語：Mouilleron-Saint-Germain，法語發音：[mujʁɔ̃ sɛ̃ ʒɛʁmɛ̃]）是法国卢瓦尔河地区大区旺代省的一个市镇，位于该省东部，属于丰特奈勒孔特区。

## 历史
穆耶龙-圣日耳曼成立于2016年1月1日，由穆耶龙昂帕雷和圣日耳曼莱吉耶两个市镇合并而成，其中穆耶龙昂帕雷为政府驻地。法国前总理乔治·克列孟梭出生于其境内的穆耶龙昂帕雷。

## 地理
穆耶龙-圣日耳曼（46°40'33"N, 0°50'55"W）面积28.4 平方千米，位于法国卢瓦尔河地区大区旺代省，该省份为法国西部沿海省份，北起大西洋卢瓦尔省和曼恩-卢瓦尔省，西临大西洋，南至滨海夏朗德省，东部及东南部与德塞夫勒省接壤。
与穆耶龙-圣日耳曼接壤的市镇（或旧市镇、城区）包括：巴佐日昂帕雷、谢富瓦、圣莫里斯勒日拉尔、塔吕-圣热姆、列奥米尔。
穆耶龙-圣日耳曼的时区为UTC+01:00、UTC+02:00（夏令时）。

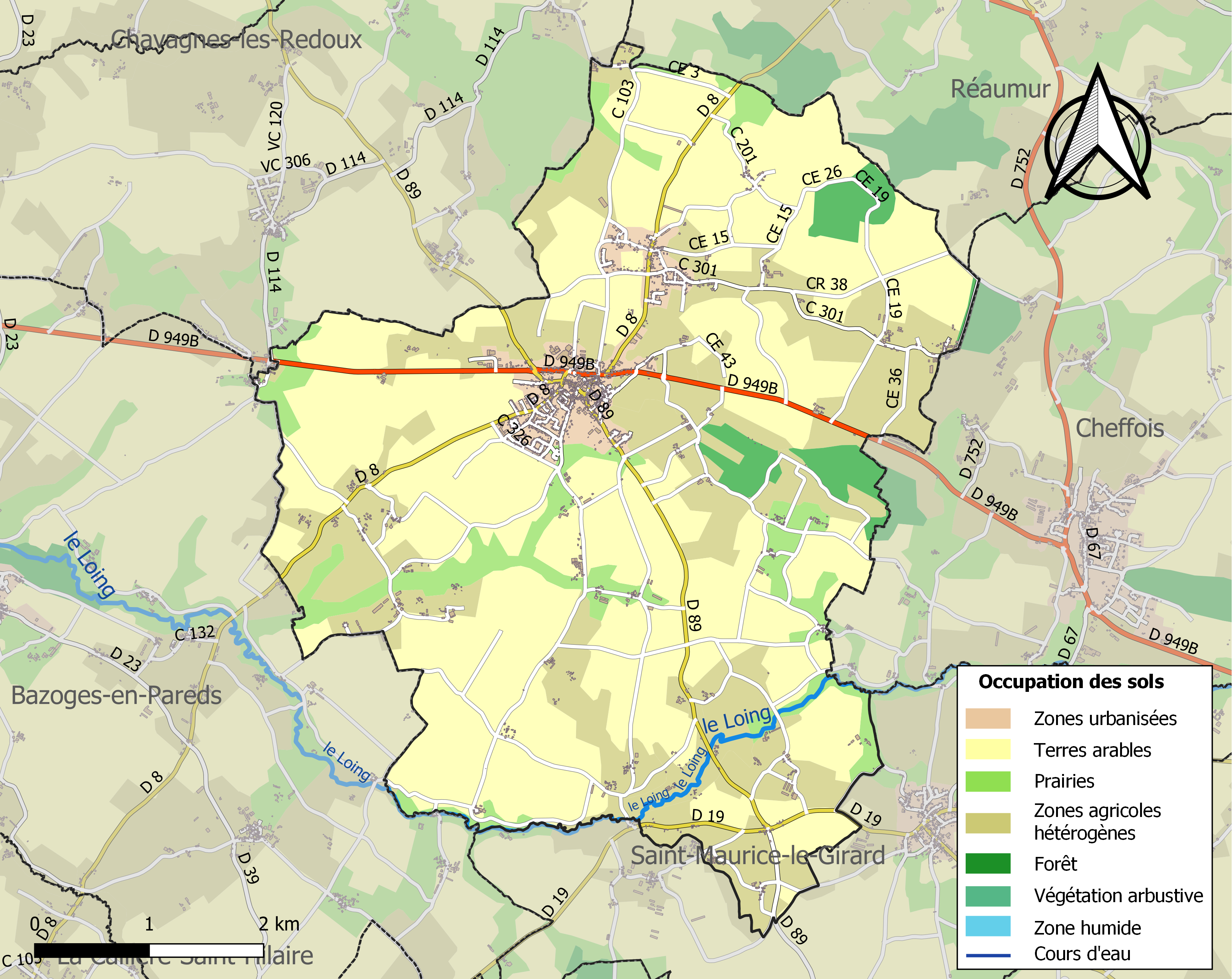
穆耶龙-圣日耳曼的OSM定位图

## 行政
穆耶龙-圣日耳曼的邮政编码为85390，INSEE市镇编码为85154。

## 政治
穆耶龙-圣日耳曼所属的省级选区为拉沙泰涅赖县。

## 人口
穆耶龙-圣日耳曼于2022年1月1日时的人口数量为1749人。